# 다비트 힐베르트
다비트 힐베르트(독일어: David Hilbert, IPA: [ˈdaːvɪt ˈhɪlbɐt], 1862년 1월 23일 ~ 1943년 2월 14일)는 독일의 수학자이다. 19세기 말에서 20세기 초에 활약한 가장 위대한 수학자 중 하나로 손꼽힌다.
도형을 연구하는 수학의 한 분야인 기하학을 공리화하였으며, 힐베르트 공간을 정의하여 함수해석학의 기초를 닦았다. 또한 일반 상대성 이론을 수학적으로 정의하는 데 핵심적인 역할을 하였다. 생전 수학계의 지도자로 활동했고 사후에도 힐베르트 문제를 통해 수학계의 흐름에 큰 영향을 끼쳤다.

## 생애

### 유년
1862년 쾨니히스베르크에서 오토 힐베르트(Otto Hilbert)와 마리아 테레제 힐베르트(Maria Therese Hilbert, 혼전 성씨: 에르트만·Erdtmann)의 장남으로 출생했다. 그의 할아버지와 아버지는 모두 판사였다. 김나지움(독일의 고등학교)까지는 수학 이외의 과목에 흥미가 없어 그리 좋은 성적을 내지 못하였지만, 좀 더 개방적인 학교로 옮긴 후 공부에 흥미를 갖기 시작하여 수학에서 최우수 성적을 얻었다
1880년 힐베르트는 쾨니히스베르크 대학교에 입학하였다. 힐베르트는 하인리히 베버에게서 수론과 함수론 강의를 듣고, 와중에 당시 유행하던 불변식론을 접하였다. 힐베르트의 2년 연하인 헤르만 민코프스키도 베를린 훔볼트 대학교에서의 청강을 마치고 쾨니히스베르크로 돌아왔고, 베버의 후임으로 원주율의 초월성을 증명한 페르디난트 폰 린데만이 오고, 그와 같이 아돌프 후르비츠가 사강사로 부임하였다. 이렇게 만나게 된 힐베르트, 민코프스키, 후르비츠 세 사람은 평생 친구로 남았다. 힐베르트는 대수적 형식의 불변성에 대한 문제를 독창적으로 풀어내고, 1884년 12월 구두시험을 통과하여 박사학위를 취득하였다.

### 성년
박사 학위를 취득한 뒤, 힐베르트는 1885년 여름 후르비츠의 권유로 펠릭스 클라인이 있던 라이프치히 대학으로 갔다. 1886년 펠릭스 클라인의 권유로 파리 유학을 떠나, 당시 최고의 수학자 앙리 푸앵카레 등과 교우하고, 귀국길에 레오폴트 크로네커도 만났다. 귀국 후 쾨니히스베르크에서 불변식에 관한 논문과 《가장 일반적인 주기함수》라는 제목의 강의시험을 통과하여 하빌리타치온을 취득하였다.
1888년 초에 힐베르트는 파울 고르단(독일어: Paul Gordan)을 만나 소위 "고르단의 문제"에 관심을 갖게 되었다. 이 후 라차루스 푹스, 헤르만 폰 헬름홀츠, 카를 바이어슈트라스, 레오폴트 크로네커 등을 방문하고, 1888년 9월 귀향하여 고르단의 문제를 해결하는 논문을 발표하였다.
힐베르트는 1892년 30세의 나이로 혼인하였고, 취리히로 간 후르비츠의 후임자로 부교수 자리에 오른다. 1893년에는 e와 원주율의 초월성에 대한 새로운 증명을 발표하였다. 곧 뮌헨으로 떠난 페르디난트 폰 린데만의 뒤를 이어 정교수가 되었다.
1893년 독일 수학회에서 헤르만 민코프스키와 당시까지의 대수적 수론에 대한 보고서를 작성하라는 요청을 받았다. 1895년 괴팅겐 대학교 교수로 부임하여, 《수론 보고서》(독일어: Zahlbericht 찰베리히트[*])를 작성하기 시작하였다. 이는 본래 헤르만 민코프스키와 공저로 계획되었는데, 민코프스키는 자신의 몫을 작성하지 못하였고, 1897년 4월 힐베르트는 자신이 작성한 부분만을 출판하였다. 이는 정수론에 대한 교재로서 수학계의 명성을 얻었다. 1898년 ~1899년 겨울 학기에는 기하학의 기초에 대하여 강의하였고, 그 강의록을 정리하여 《기하학의 기초》(독일어: Grundlagen der Geometrie)라는 제목으로 발간하였다. 여기서 힐베르트는 유클리드 기하학 공리계의 부족한 점을 보완하였다. 여기서 힐베르트는 공리체계는 완비적이고, 서로 독립적이고, 모순되지 않아야 한다는 성질을 제시하였다. 그 뒤 힐베르트는 기하학의 연구를 계속하였고, 또한 디리클레 원리의 결점을 보완하며, 변분법에 대한 연구도 계속하였다.
1900년에는 파리에서 세계 수학자 대회가 열렸다. 이 회의에서 힐베르트는 20세기 수학의 가장 큰 과제들을 선별한 23개의 힐베르트의 문제들을 발표하였다. 이 문제들은 20세기 수학의 주된 흐름을 예견하였고, 새로운 수학적 분야의 발달을 촉진하였다. 1901년 힐베르트는 에리크 이바르 프레드홀름의 논문을 접하고, 적분방정식론의 연구를 시작하였다. 이 연구 내용은 1912년에 책으로 출판되었다. 1902년 베를린으로부터 푹스의 후임자리를 제안받으나 거절하고, 그 대신 괴팅겐 대학교에 민코프스키의 자리를 요구하여 관철시켰다. 1908년 오랜 미제였던 웨어링의 문제를 증명하였다. 1909년에는 오랜 친구였던 민코프스키가 맹장염으로 사망하였다.
수학뿐만 아니라, 힐베르트는 물리학의 공리화를 꿈꾸었다. 물리학의 공리화는 힐베르트의 6번 문제였고, 이 문제의 일환으로 힐베르트는 중력에 대하여 연구하였다. 1915년 아인슈타인과 힐베르트는 상대성 이론으로 경쟁을 하는데, 상대성 이론에 이해할 수 없는 문제를 발견한다. 힐베르트는 클라인과 함께 이 문제를 해결하지 못하고, 이 문제를 해결하기 위해 뇌터를 괴팅겐으로 초대한다. 힐베르트는 에미 뇌터의 천재성에도 불구하고 뇌터가 여성이라는 이유로 채용을 꺼렸던 괴팅겐 대학교에서 '대학교는 목욕탕이 아니다'라며 뇌터의 채용을 설득했는데, 뇌터는 이 문제를 해결했을 뿐만 아니라, 뇌터 정리를 발표한다. 힐베르트는 1915년 11월 알베르트 아인슈타인의 일반 상대성 이론과 거의 같은 시기에 《물리학의 기초》(독일어: Die Grundlagen der Physik)라는 논문으로 같은 결론을 출판하였다.
제1차 세계 대전 뒤 라위트전 브라우어르 등은 직관주의를 주장하였고, 고전적 수학의 귀류법 등 여러 증명법들을 배척하였다. 힐베르트는 직관주의에 대응하여 수학은 공리계를 통한 수식들로 이루어져 있다는 형식주의를 주장하였다. 1925년 악성빈혈증에 걸려 사경을 헤맸으나, 미국에 있던 제자들의 도움으로 다음 해 쾌유하였다. 1928년 이탈리아 볼로냐에서 개최된 세계 수학자 대회에 독일의 수학자들의 반대를 무릅쓰고, 일단의 수학자들을 이끌고 참석하였다.

### 말년

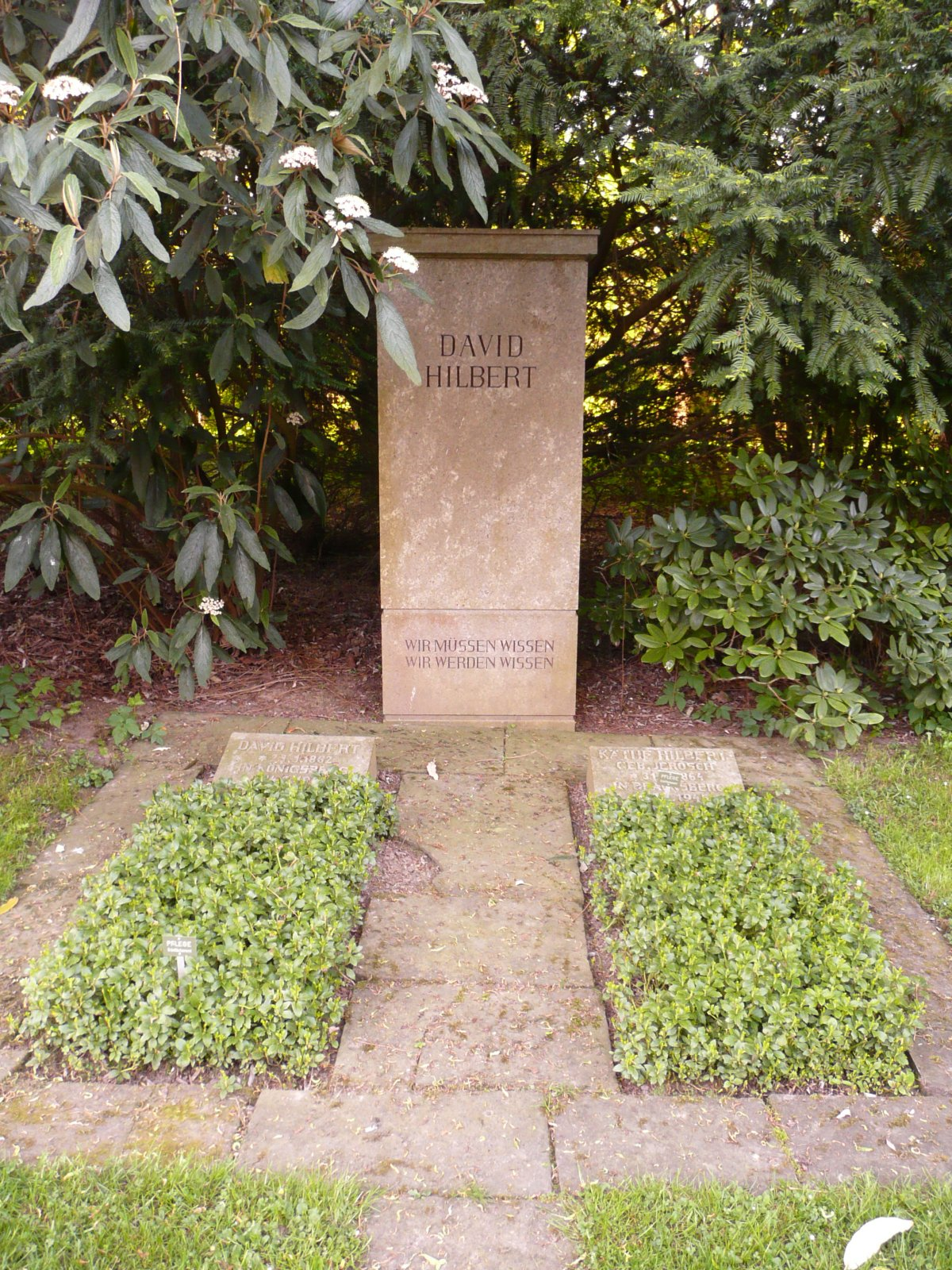
힐베르트의 묘비

힐베르트는 1930년 봄 교수직에서 정년퇴임하였고, 같은 해 가을 쾨니히스베르크 명예 시민증을 수여받았다. 1931년에 쿠르트 괴델이 불완전성 정리를 증명하여, 힐베르트가 꿈꾸었던, 모든 참인 명제를 증명할 수 있는 공리계가 불가능하다는 사실을 증명하였다. 힐베르트는 불완전성 정리를 피하기 위하여, 조건을 약화시켜 증명론을 발전시키려는 두 편의 논문을 발표하였다.
80세때 길에서 넘어져 다친 후 병발증이 발생하여, 제2차 세계 대전이 한창이던 1943년 2월 14일 81세를 일기로 사망하였다. 힐베르트의 묘비에는 그가 은퇴하면서 행한 고별 연설의 마지막에 남긴 유명한 경구가 적혀 있다.
| “ | 우리는 알아야만 한다. 우리는 알게 될 것이다. Wir müssen wissen. Wir werden wissen. | ” |

## 명언[4]
- (논문) "Über das Unendliche" [무한에 관하여], Mathematische Annalen 95, (1926)

"아무도 우리를 칸토어(Cantor)가 만들어낸 낙원에서 쫓아낼수 없다."
독일어: Aus dem Paradies, das Cantor uns geschaffen, soll uns niemand vertreiben können.
영어: (번역) No one shall expel us from the Paradise that Cantor has created.
- (연설문) 쾨니히스베르크에서 독일 과학자 물리학 모임에서의 연설.(1930년 9월 8일)

"우리는 알아야만 한다. 우리는 알게 될 것이다."(그의 묘비에도 새겨져 있음)
독일어: Wir müssen wissen — wir werden wissen!
영어: (번역) We must know — we will know!

## 같이 보기
- 힐베르트 공리계
- 힐베르트 문제
- 힐베르트 공간